# Coenochilus sinuaticollis
Coenochilus sinuaticollis är en skalbaggsart som beskrevs av Moser 1911. Coenochilus sinuaticollis ingår i släktet Coenochilus och familjen Cetoniidae. Inga underarter finns listade i Catalogue of Life.